# Люксембургский район (Украинская ССР)
Люксембургский район (нем. Deutscher Kreis Luxemburg) — административно-территориальная единица в составе Мариупольского округа Украинской ССР и Днепропетровской области, существовавшая в 1925—1939 годах. Центр — село Люксембург, бывшая немецкая колония № 6 «Грунау», с 1911 по 1924 год носившая название Александро-Невское (Александроневск), ныне — посёлок городского типа Розовка.
Площадь поверхности — 821 км².
Люксембургский район был образован 30 апреля 1925 года как немецкий национальный район в составе Мариупольского округа УССР в составе существовавшего Александро-Невского района (без Ново-Каракубского сельсовета и сел Богословка и Зачатьевка), а также сел Петропавловка, Семёновка, Сергеевка, Ксеньевка, Ново-Романовка, Мариновка, Степановка выделеных из Петропавловского района.
В состав района входили немецкие сельсоветы: Вишневатовский, Карл-Либкнехтовский, Кузнецовский, Листвянский, Люксембургский, Марьяновский, Ново-Красновский, Республиканский, Урицкий, Розовский (смешанный), Ново-Керменчикский (греческий).
В 1930 году Мариупольский округ был упразднён, и Люксембургский район перешёл в прямое подчинение Украинской ССР. В 1932 году он был отнесён к Днепропетровской области. 
2 июля 1932 года была образована Донецкая (Сталинская) область. Несмотря на то, что в общем и целом граница между Днепропетровской и Сталинской областями повторяла существовавшую ранее границу между Екатеринославской и Донецкой губерниями, Люксембургский район, территория которого располагалась в пределах прежней Донецкой губернии, остался в составе Днепропетровской области, таким образом как бы «врезаясь» в территорию Сталинской области.
10 января 1939 года была образована Запорожская область, Люксембургский район включён в её состав.  
20 февраля 1939 года Люксембургский район был упразднён. При этом Республиканский и Ново-Красновский сельсоветы были переданы в Володарский район Сталинской области, а остальная территория — в район имени Куйбышева Запорожской области. После чего посёлок Люксембург был переименован в Розовку.